# العلاقات الإسرائيلية السنغافورية
العلاقات الإسرائيلية السنغافورية هي العلاقات الثنائية التي تجمع بين إسرائيل وسنغافورة.

## مقارنة بين البلدين
هذه مقارنة عامة ومرجعية للدولتين:
| وجه المقارنة                                              | إسرائيل                                                             | سنغافورة                                                             |
| --------------------------------------------------------- | ------------------------------------------------------------------- | -------------------------------------------------------------------- |
| المساحة (كم2)                                             | 20.77 ألف                                                           | 719                                                                  |
| عدد السكان (نسمة)                                         | 8.89 مليون                                                          | 5.89 مليون                                                           |
| الكثافة السكانية (ن./كم²)                                 | 428.02                                                              | 819.19 ألف                                                           |
| العاصمة                                                   | القدس                                                               | سنغافورة                                                             |
| اللغة الرسمية                                             | اللغة العبرية، اللغة العربية                                        | لغة إنجليزية، اللغة الملايو، اللغة الصينية القياسية، اللغة التاميلية |
| العملة                                                    | شيكل إسرائيلي جديد، شيكل إسرائيلي قديم، جنيه فلسطيني، جنيه إسرائيلي | دولار سنغافوري                                                       |
| الناتج المحلي الإجمالي (بليون دولار)                      | 350.85 مليار                                                        | 323.91 مليار                                                         |
| الناتج المحلي الإجمالي (تعادل القوة الشرائية) بليون دولار | 306.51 مليار                                                        | 472.59 مليار                                                         |
| الناتج المحلي الإجمالي الاسمي للفرد دولار أمريكي          | 35.73 ألف                                                           | 52.89 ألف                                                            |
| الناتج المحلي الإجمالي للفرد دولار أمريكي                 | 36.58 ألف                                                           | 82.76 ألف                                                            |
| مؤشر التنمية البشرية                                      | 0.899                                                               | 0.925                                                                |
| رمز المكالمات الدولي                                      | +972                                                                | +65                                                                  |
| رمز الإنترنت                                              | .il                                                                 | .sg                                                                  |
| المنطقة الزمنية                                           | توقيت إسرائيل، Israel Summer Time ‏                                  | ت ع م+08:00، توقيت سنغافورة المنسق ‏                                  |

## منظمات دولية مشتركة
يشترك البلدان في عضوية مجموعة من المنظمات الدولية، منها:
| علم المنظمة | اسم المنظمة                               | تاريخ انضمام إسرائيل | تاريخ انضمام سنغافورة |
| ----------- | ----------------------------------------- | -------------------- | --------------------- |
|             | مؤسسة التنمية الدولية                     | 22 ديسمبر 1960       | 27 سبتمبر 2002        |
|             | الأمم المتحدة                             | 11 مايو 1949         | 21 سبتمبر 1965        |
|             | منظمة التجارة العالمية                    | 21 أبريل 1995        | ?                     |
|             | منظمة الشرطة الجنائية الدولية             | ?                    | ?                     |
|             | المركز الدولي لتسوية المنازعات الاستشارية | 22 يوليو 1983        | 13 نوفمبر 1968        |
|             | الاتحاد الدولي للاتصالات                  | 24 يونيو 1948        | 22 أكتوبر 1965        |
|             | البنك الدولي للإنشاء والتعمير             | 12 يوليو 1954        | 3 أغسطس 1966          |
|             | الاتحاد البريدي العالمي                   | ?                    | ?                     |
|             | مؤسسة التمويل الدولية                     | 26 سبتمبر 1956       | 4 سبتمبر 1968         |
|             | وكالة ضمان الاستثمار متعدد الأطراف        | 21 مايو 1992         | 24 فبراير 1998        |
|             | يونسكو                                    | 16 سبتمبر 1949       | 8 أكتوبر 2007         |

## وصلات خارجية
- موقع وزارة الخارجية الإسرائيلية
- موقع وزارة الخارجية السنغافورية